# Cilegon
Cilegon est une ville d'Indonésie dans la province de Banten sur l'île de Java. Elle a le statut de kota.
Sa population était de 434 896 habitants en 2020.

## Économie
Cilegon est un important centre industriel de Java. On y trouve les aciéries de la société PT Krakatau Steel, ainsi que plusieurs usines pétrochimiques, dont PT Asahimas Chemical.

## Transport

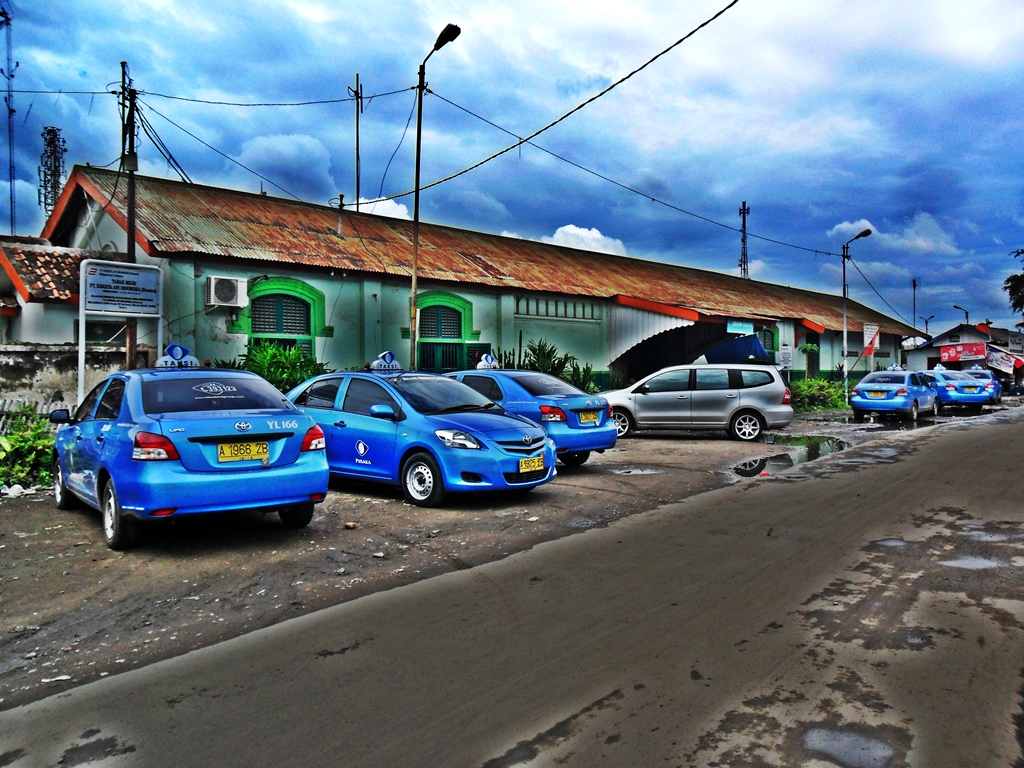
La gare de Cilegon